# Église Saint-François de Varsovie
Pour les articles homonymes, voir Église Saint-François.
L'église Saint-François (en polonais Kościół Nawiedzenia Najświętszej Marii Panny) est une église catholique située ulica Zakroczymska, n°2 dans le quartier de Nowe Miasto, arrondissement de Śródmieście, à Varsovie.

## Histoire

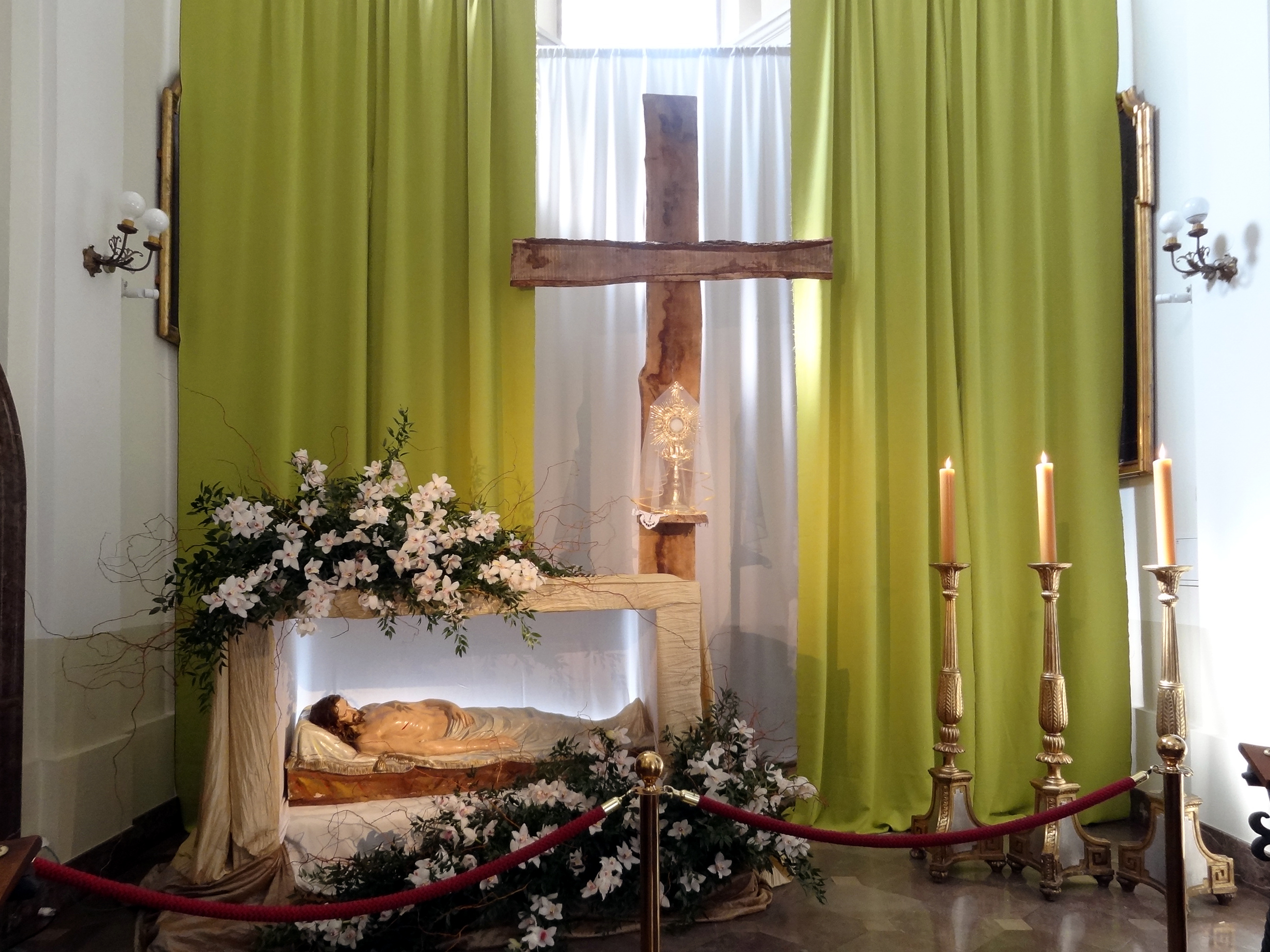
Chapelle avec la scène du Saint-Sépulcre le Samedi saint

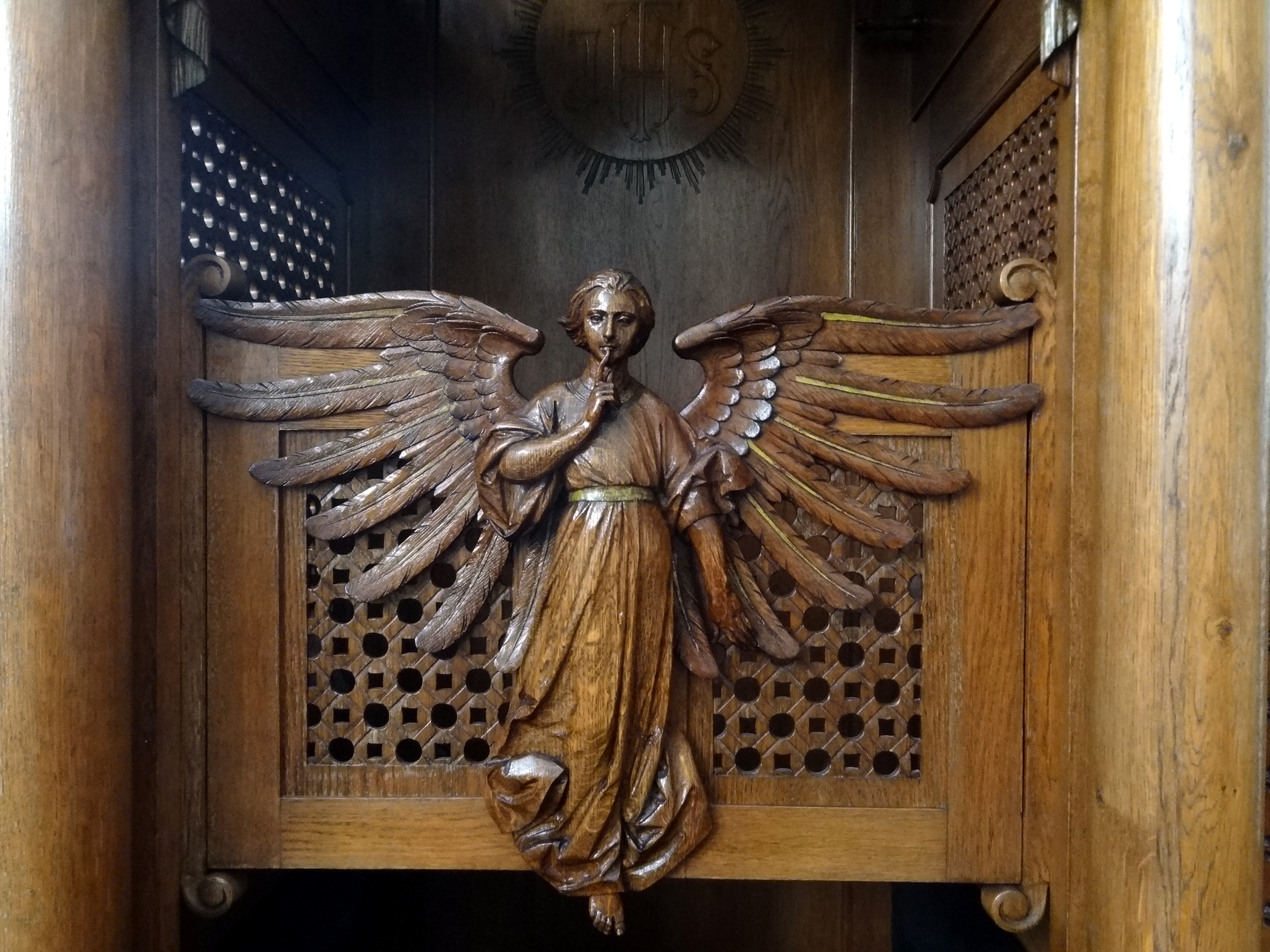
Un confessionnal en bois dans l'église, détail

## Sources
- (pl) Cet article est partiellement ou en totalité issu de l’article de Wikipédia en polonais intitulé « Kościół św. Franciszka w Warszawie » (voir la liste des auteurs).

- (en) Cet article est partiellement ou en totalité issu de l’article de Wikipédia en anglais intitulé « Church of St Francis in Warsaw » (voir la liste des auteurs).